# México en los Juegos Paralímpicos de Londres 2012
México estuvo representado en los Juegos Paralímpicos de Londres 2012 por un total de 81 deportistas, 44 mujeres y 37 hombres.

## Medallistas
El equipo paralímpico mexicano obtuvo las siguientes medallas:
| Nombre                     | Deporte                   | Evento                      |
| -------------------------- | ------------------------- | --------------------------- |
| Oro                        |                           |                             |
| María de los Ángeles Ortiz | Atletismo                 | Peso F57/58 femenino        |
| Luis Alberto Zepeda        | Atletismo                 | Jabalina F54-56 masculino   |
| Amalia Pérez               | Levantamiento de potencia | –60 kg femenino             |
| Gustavo Sánchez            | Natación                  | 100 m libre S4 masculino    |
| Gustavo Sánchez            | Natación                  | 200 m libre S4 masculino    |
| Juan Ignacio Reyes         | Natación                  | 50 m espalda S4 masculino   |
| Plata                      |                           |                             |
| Salvador Hernández         | Atletismo                 | 100 m T52 masculino         |
| Mauro Máximo               | Atletismo                 | Peso F52/53 masculino       |
| Gustavo Sánchez            | Natación                  | 150 m estilos SM4 masculino |
| José Arnulfo Castorena     | Natación                  | 50 m braza SB2 masculino    |
| Bronce                     |                           |                             |
| Daniela Velasco            | Atletismo                 | 400 m T12 femenino          |
| Salvador Hernández         | Atletismo                 | 200 m T52 masculino         |
| Jorge Benjamín González    | Atletismo                 | 400 m T12 masculino         |
| Leonardo de Jesús Pérez    | Atletismo                 | 800 m T52 masculino         |
| Mauro Máximo               | Atletismo                 | Jabalina F52/53 masculino   |
| Perla Bárcenas             | Levantamiento de potencia | +82,5 kg femenino           |
| Patricia Valle             | Natación                  | 50 m libre S3 femenino      |
| Patricia Valle             | Natación                  | 100 m libre S3 femenino     |
| Gustavo Sánchez            | Natación                  | 50 m espalda S4 masculino   |
| Pedro Rangel               | Natación                  | 100 m braza SB5 masculino   |
| Eduardo Ávila              | Yudo                      | –73 kg masculino            |